# Jack Darragh
John Proctor Darragh, detto Jack (Ottawa, 4 dicembre 1890 – Ottawa, 28 giugno 1924), è stato un hockeista su ghiaccio canadese.

## Biografia
Nel corso della sua carriera ha giocato con Ottawa Stewartons e Ottawa Senators (dal 1910 al 1924) vincendo per quattro volte la Stanley Cup (1911, 1920, 1921, 1923).
È deceduto a soli 33 anni a causa della peritonite.
Nel 1962 è stato inserito nella Hockey Hall of Fame.